# Brotterode-Trusetal
Brotterode-Trusetal – miasto w Niemczech, w kraju związkowym Turyngia, w powiecie Schmalkalden-Meiningen.
Miasta powstało 1 grudnia 2011 z przyłączenia miasta Brotterode do gminy Trusetal.